# Monstres invisibles (roman)
Pour les articles homonymes, voir Monstres invisibles.
Monstres invisibles (titre original : Invisible Monsters) est un roman de Chuck Palahniuk publié en 1999. Second roman de l'auteur, il est finalement le troisième dans l'ordre de publication, après Fight Club et Survivant. Le texte a en effet d'abord été rejeté par l'éditeur pour son caractère dérangeant. À la suite du succès planétaire de Fight Club, Monstres Invisibles s'est vu accorder une nouvelle chance, et une version révisée est finalement parue. Une traduction en français par Freddy Michalski a vu le jour en février 2003 chez Gallimard.

## Synopsis
Shannon est jeune, belle, et mène une vie de mannequin apparemment idéale. Seule ombre au tableau, ses parents, devenus obsédés par la mort de leur plus jeune fils, Shane, homosexuel et mort du sida. Mais à la suite d'une balle perdue, Shannon se retrouve défigurée. Elle devient alors un monstre invisible : d'apparence horrible, elle est ignorée par les passants qui n'osent plus croiser son regard. Elle rencontre alors Brandy Alexander, qui va lui recréer une vie, et partir avec elle dans un road trip mouvementé.

## Personnages principaux
- Shannon McFarland — un top modèle, héroïne et narratrice du roman.
- Brandy Alexander — une amie étrange de l'héroïne.
- Manus Kelley — le petit ami de Shannon
- Evie Cottrell— la meilleure amie de Shannon

## Thèmes principaux
Le livre tourne autour de plusieurs thèmes principaux :
- L'amour
- Le changement
- L'automutilation

### L'amour
Le thème de l'amour est présent dès le début de l'ouvrage. Brandy Alexander, mourante, demande à Shannon si cette dernière l'aime. La rancœur de Shannon envers son frère, à qui elle reproche de lui avoir volé l'amour de ses parents, se rapporte encore à ce thème. La question de l'amour est en fait abordée via différents types d'amour :
- L'amour des parents à leurs enfants
- L'amour entre frère et sœur
- L'amour de soi-même
- Et enfin, l'amour trompeur, qui n'est pas vraiment de l'amour.

Alors que Shannon entame sa narration, elle précise que sa vie ne tourne qu'autour d'elle-même. Cette idée de circuit fermé, où il n'y a pas vraiment d'altérité est reprise par la suite plusieurs fois dans le roman. Se rajoutent ensuite d'autres éléments : le fait que la personne qu'on aime ne soit jamais celle qui nous aime, et que souvent on se persuade qu'on aime quelqu'un alors que ce n'est pas de l'amour. Tous ces thèmes se superposent pour faire de l'amour un des thèmes centraux de l'œuvre, comme en témoignent les dernières lignes.

### Le changement
Plus repérable que le thème précédent, le thème du changement est omniprésent dans Monstres Invisibles. Les personnages changent en permanence : de lieu, de nom, de voiture, d'histoire personnelle, et même de sexe ou d'orientation sexuelle. L'intérêt pour le changement se matérialise particulièrement dans les références multiples au virus du sida « constamment en mutation ». Les personnages sont d'ailleurs comparés eux-mêmes au virus (lors de la scène finale Evie est appelée « ce virus mortel du moment », renvoi explicite au « virus mortel du sida ».

### L'automutilation
Comme dans Fight Club, le terme de la destruction de soi est omniprésent dans Monstres Invisibles. Il est représenté en premier lieu par le coup de pistolet qui défigure Shannon et par la transformation en femme qu'a opéré Shane, alors même qu'il n'en avait aucune envie et ne se sentait même pas homosexuel.